# پندل هیل (نیو ساوت ولز)
پندل هیل (به انگلیسی: Pendle Hill) یک حومه شهر در استرالیا است که در نیو ساوت ولز واقع شده‌است.